# AF Corse
AF Corse es un equipo de automovilismo fundado por Amato Ferrari en 2002 con sede en Piacenza, Italia. El equipo esta especializado en gran turismos y sport prototipos, donde obtuvo varios títulos en el Campeonato FIA GT, la Le Mans Series y la Copa Intercontinental Le Mans. También disputó el International GT Open, la Blancpain Endurance Series, el Campeonato Europeo de GT3, el Campeonato Italiano de GT y también la Ferrari Challenge.
En las 24 Horas de Le Mans han logrado la victoria en diez ocasiones, tres de ellas de forma absoluta (2023-2025, con el Ferrari 499P). Representa a la Scuderia Ferrari en el Campeonato Mundial de Resistencia de la FIA desde 2023, y ha estado vinculado a dicha marca desde sus primeros años.

## Historia

### Primeros años (hasta 2011)
AF Corse gestionó entre 2003 y 2006 el Trofeo Maserati, una copa monomarca para pilotos amateurs. En 2004, se convirtió en el equipo oficial de Maserati en el Campeonato FIA GT. Allí hizo debutar la Maserati MC12 de la clase GT1 a fines de temporada, contando con Andrea Bertolini y Mika Salo en una y a Johnny Herbert y Fabrizio de Simone en la otra. Logró dos victorias y seis podios en las cuatro carreras que disputó.

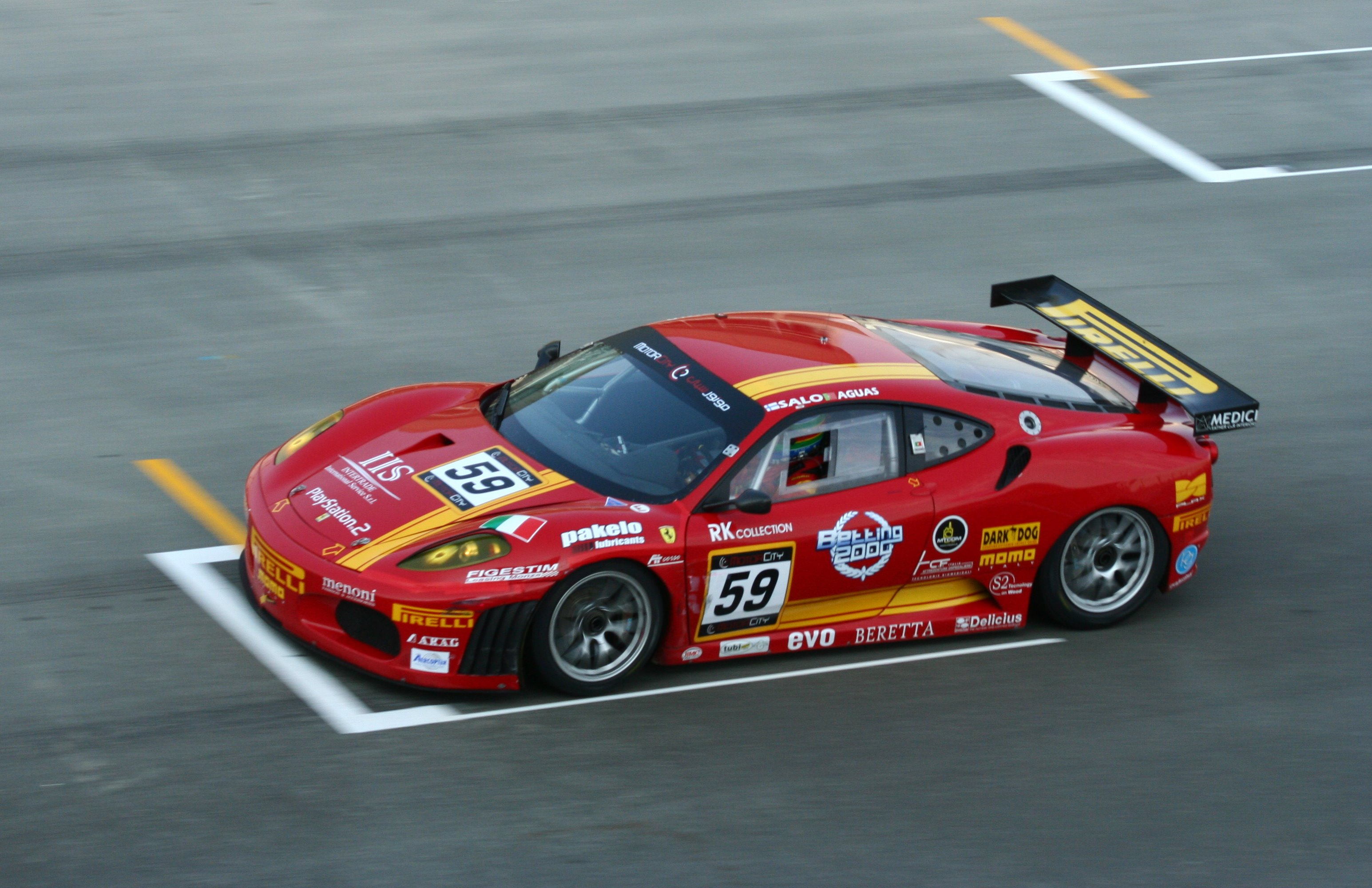
Un Ferrari F430 GT de FIA GT 2006.

El equipo no compitió en el certamen en 2005. AF Corse retornó en 2006, esta vez con dos Ferrari F430 de la clase GT2. Jaime Melo Jr. fue campeón de pilotos, su compañero de butaca Matteo Bobbi fue subcampeón, y los escoltaron Salo y Rui Águas. Entre ambas máquinas obtuvieron tres victorias y 11 podios en 10 carreras, incluyendo un 1-2 en las 24 Horas de Spa, donde contaron con Timo Scheider y Stéphane Ortelli como terceros pilotos. AF Corse también se llevó el título de equipos de GT2.
En 2007, el equipo dominó de manera aplastante la clase GT2 del Campeonato FIA GT: ganaron nueve de diez carreras (todas salvo las 24 Horas de Spa); Dirk Müller y Toni Vilander fueron campeones con seis victorias; y Gianmaria Bruni y Ortelli fueron campeones con tres victorias y cuatro segundos puestos.
Bruni y Vilander se encargaron de repetir ambos títulos 2008 de GT2 para AF Corse, tras ganar cinco carreras y subir al podio en las otras tres. Por su parte, Thomas Biagi y Christian Montanari fueron sextos en el campeonato de pilotos con cuatro podios.
Ambos pilotos siguieron como compañeros de butaca en 2009. Ganaron tres carreras (entre ellas las 24 Horas de Spa, acompañados de Melo y Luis Pérez Companc) y obtuvieron dos podios, pero perdieron el título de pilotos de GT2 ante Richard Westbrook y sus cuatro triunfos. Álvaro Barba y Niki Cadei pilotaron la segunda Ferrari F430; con una victoria y tres podios, quedaron quintos en el campeonato de pilotos y ayudaron a que AF Corse derrotara a Prospeed en el campeonato de equipos de GT2.
En paralelo a su exitosa campaña en el Campeonato FIA GT, AF Corse disputó las 24 Horas de Le Mans, siempre inscribiendo Ferrari F430 de la clase GT2. En su debut en 2007, lograron un cuarto puesto en colaboración con Aucott, con una terna de pilotos amateurs encabezada por el diseñador de Fórmula 1 Adrian Newey. En 2008, la terna Biagi-Vilander-Montanari abandonó. El equipo inscribió en 2009 a Bruni y los argentinos Luis Pérez Companc y Matías Russo, quienes arribaron sextos.
Cuando el Campeonato FIA GT se convirtió en el Campeonato Mundial de GT1 en 2010, AF Corse pasó a competir con sus pilotos oficiales en resistencia en la clase GT2. En la European Le Mans Series, inscribieron tres automóviles: Bruni y Melo en uno, Jean Alesi, Giancarlo Fisichella y Vilander en el segundo, y Pérez Companc y Russo en el tercero. Obtuvieron dos victorias y seis podios en las cinco fechas, con lo que quedaron segundos, terceros y séptimos en el campeonato de equipos.
En las 24 Horas de Le Mans, la terna Alesi-Fisichella-Vilander terminó cuarta, en tanto que Pérez Companc-Russo-Salo no largó la prueba. Bruni, Vilander y Melo llegaron terceros en los 1000 km de Zhuhai, lo que combinado con la victoria en Silverstone le dio a AF Corse el subcampeonato de equipos de la Copa Intercontinental Le Mans.
Por otra parte, AF Corse inscribió dos Ferrari F430 en las 24 Horas de Spa, un evento independiente en esta edición. Los pilotos Bruni y Vilander abandonaron en compañía de Eric van de Poele y Bert Longin, en tanto que el segundo automóvil pilotado por Michael Waltrip, Marco Cioci, Niki Cadei y Robert Kauffman fue tercero en la clase GT2.
En 2011, AF Corse continuó en la European Le Mans Series y la Copa Intercontinental Le Mans, ahora con la nueva Ferrari 458. En el certamen europeo inscribieron dos automóviles. El primero, pilotado por Bruni y Fisichella, ganó tres carreras y llegó segundo y cuarto en las restantes, de manera que ganó el título de equipos de GTEPro por amplio margen. El segundo, liderado por Marco Cioci, fue subcampeón de equipos de GTE Am. En la Copa Intercontinental, la dupla Bruni-Vilander logró cinco victorias en siete pruebas, de manera que AF Corse fue campeón de equipos de GTE Pro. El automóvil inscrito en la clase GTEAm quedó quinto en el campeonato; y Ferrari venció a BMW en el campeonato de marcas. Al año siguiente, ingresó al Campeonato Mundial de GT1 con dos Ferrari 458 en la clase GTE Pro, una para Vilander-Filip Salaquarda y otra para Francesco Castellacci-Enzo Ide. Lograron una victoria en la que sería la última temporada de dicho campeonato.

### WEC
Simultáneamente, el equipo italiano inscribió en 2012 tres Ferrari 458 en el nuevo Campeonato Mundial de Resistencia de la FIA (WEC). Bruni-Fisichella y Olivier Beretta-Bertolini fueron las duplas de GTEPro. Asimismo, disputaron la European Le Mans Series en la clase GTE Am. En la edición de 2012 de Le Mans, ahora parte del WEC, el equipo AF Corse participa en la categoría GTE Pro y logra el primer lugar con sus pilotos Giancarlo Fisichella, Toni Vilander y Gianmaria Bruni, el Ferrari 458 Italia cubrió un total de 336 vueltas al Circuito de la Sarthe.

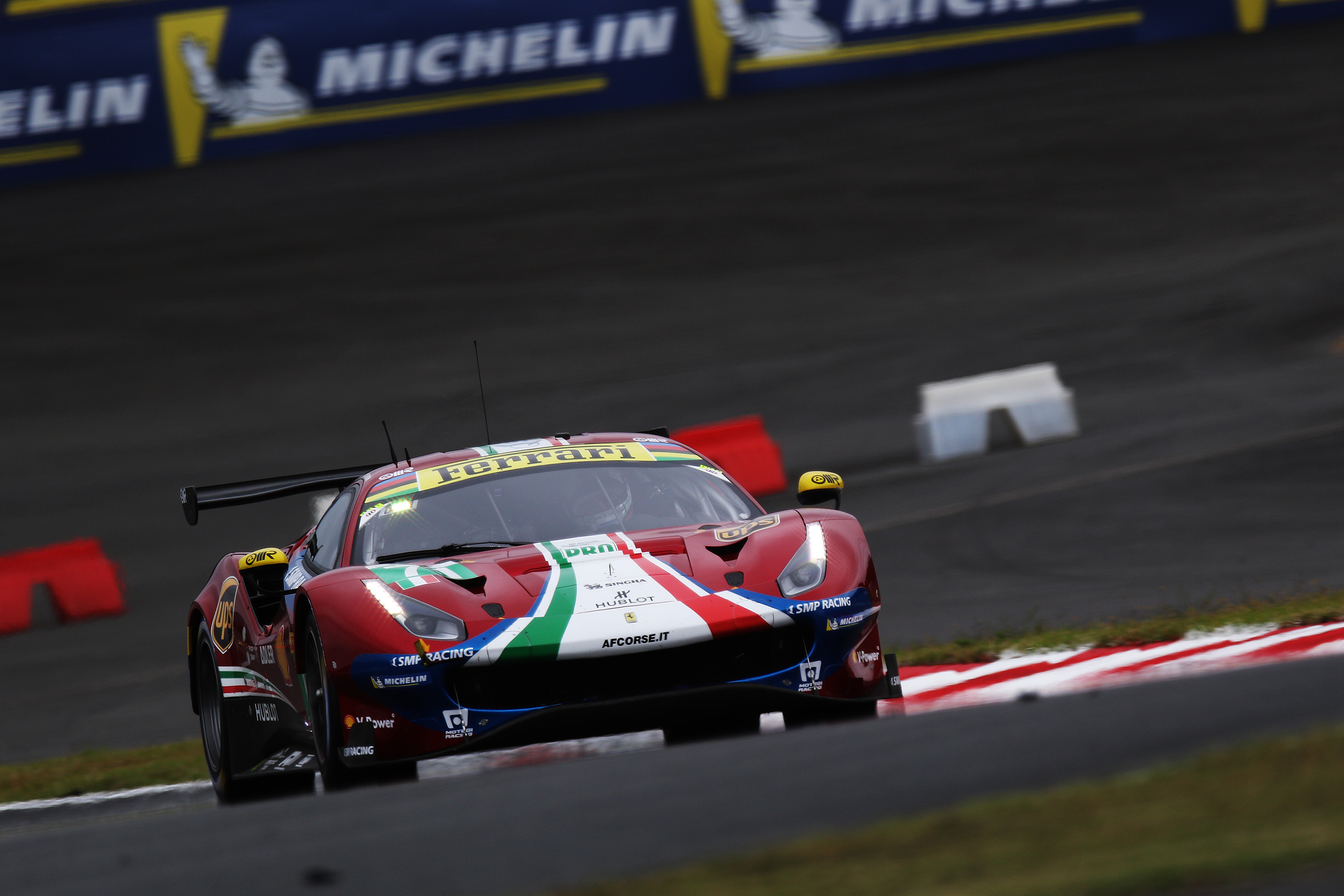
Ferrari 488 GTE EVO n.º 71, en 2018.

Al no poder seguir en la F1, Kamui Kobayashi corrió en el WEC con el AF Corse en las ocho pruebas de la temporada del 2013. El piloto nipón compitió en la categoría LMGTE Pro que incluye las 24 Horas de Le Mans 2013 en donde quedó en la séptima posición de su categoría con sus coequiperos Olivier Beretta y Toni Vilander. Con esto Kamui se convierte en el primer japonés en correr para la casa de Maranello.
Ferrari ganó la copa de fabricantes de GT en 2013, 2015 y 2016 de la mano de AF Corse. El equipo ganó nuevamente en su categoría en Le Mans en 2014 (Bruni, Fisichella y Vilander) y 2019 (James Calado, Alessandro Pier Guidi y Daniel Serra), esta última con un Ferrari 488 GTE Evo. Calado y Guidi habían ganado el campeonato de pilotos y AF el de equipos en LMGTE Pro 2017. En 2021, ganaron Le Mans en LMGTE Pro y LMGTE Am.

#### Hypercar

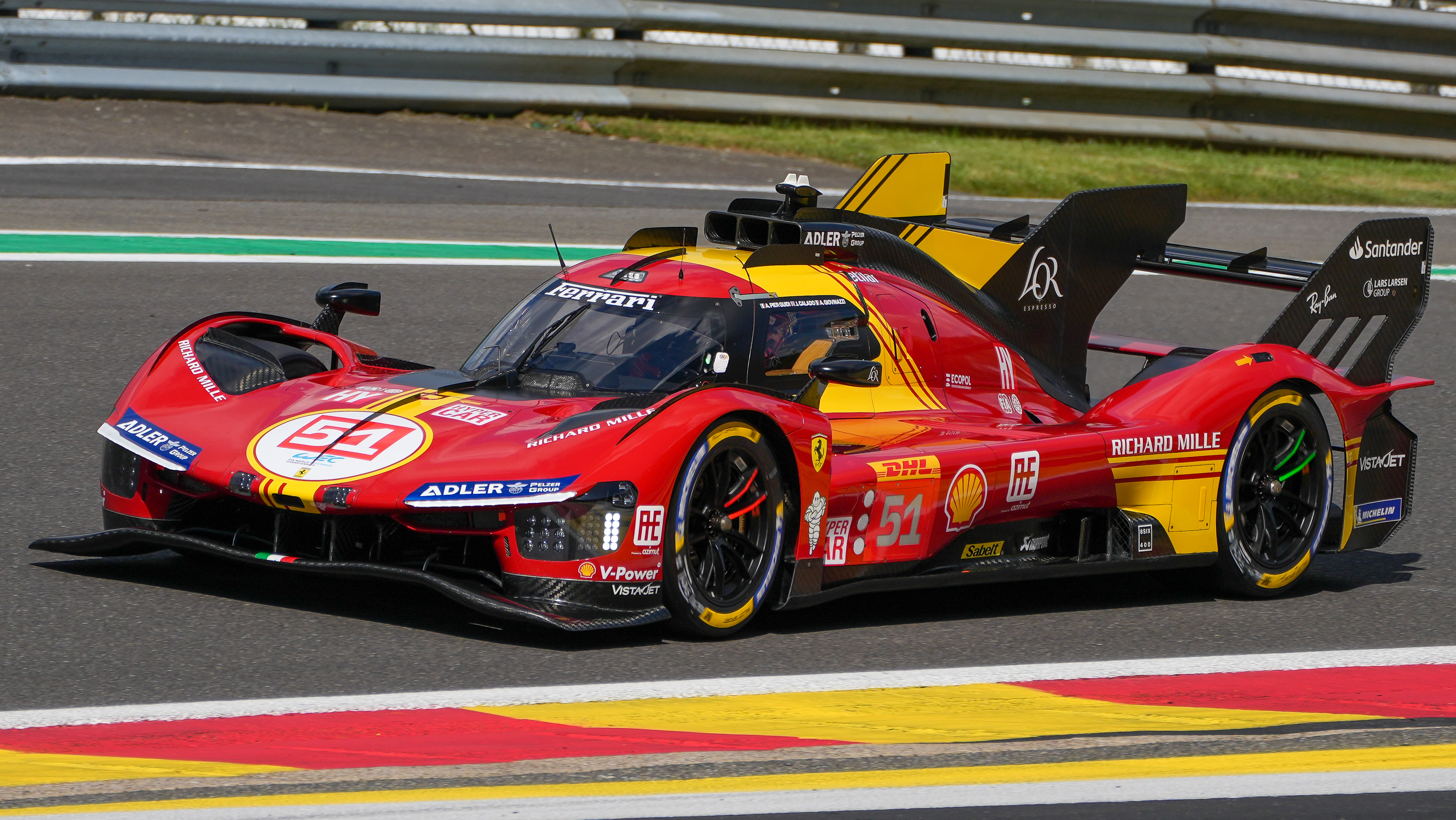
Ferrari 499P de AF Corse, en 2024.

Para 2023, AF Corse y la Scuderia Ferrari conformaron una alianza para presentar el nuevo Hypercar 499P de la marca en el Campeonato Mundial de Resistencia de la FIA. Ese año, el fabricante italiano volvió a la gloria en Le Mans después de 50 años, gracias al triunfo del vehículo n.º 51 de Calado, Pier Guidi y el ex Fórmula 1 Antonio Giovinazzi. Al año siguiente, el equipo decidió presentar un coche privado (sin apoyo oficial de Ferrari), de color amarillo, y reclutó a Robert Kubica, Robert Shwartzman y Ye Yifei. Lideraron gran parte de Le Mans, antes de retirarse por un fallo de motor, pero sí ganaron en COTA. Antes de eso, el n.º 50 de Antonio Fuoco, Miguel Molina y Nicklas Nielsen les dio el segundo triunfo consecutivo en Le Mans.
En las 24 Horas de Le Mans 2025, el n.º 83, con Kubica, Yifei y Phil Hanson, obtuvo la victoria para el tercer 499P de AF Corse.